# Liste der Stolpersteine in Ingelheim am Rhein
Die Liste der Stolpersteine in Ingelheim enthält Stolpersteine, die im Rahmen des gleichnamigen Kunst-Projekts von Gunter Demnig in Ingelheim am Rhein verlegt wurden.
Die 10 cm × 10 cm × 10 cm großen Betonquader mit Messingtafel sind in den Bürgersteig vor jenen Häusern eingelassen, in denen die Opfer einmal zu Hause waren. Die Inschrift der Tafel gibt Auskunft über ihren Namen, ihr Alter und ihr Schicksal. Die Stolpersteine sollen dem Vergessen der Opfer der nationalsozialistischen Gewaltherrschaft entgegenwirken.

## Liste der Stolpersteine
| Adresse | Person(en)                                                                                | Verlegedatum                                                                                   | Inschrift | Bild |
| --- | ----------------------------------------------------------------------------------------- | ---------------------------------------------------------------------------------------------- | --- | ---- |
| Bahnhofstraße 23 | Karl Neumann                                                                              | 3. Okt. 2008                                                                                   | Hier wohnte Karl Neumann Jg. 1872 deportiert 1942 Theresienstadt ermordet 1943 |      |
| Bahnhofstraße 23 | Luise Lilly Neumann                                                                       | 3. Okt. 2008                                                                                   | Hier wohnte Luise ‘Lilly’ Neumann geb. Mayer Jg. 1882 deportiert 1942 Theresienstadt ermordet 1942 |      |
| Bahnhofstraße 79 | Hedwig Neumann                                                                            |                                                                                                | Hier wohnte Hedwig Neumann geb. Roos Jg. 1883 deportiert 1942 Theresienstadt ??? |      |
| Bahnhofstraße 79 | Moritz Neumann                                                                            | Hier wohnte Moritz Neumann Jg. 1878 deportiert 1942 Theresienstadt ???                         | |      |
| Bahnhofstraße 129 | Ferdinand Mayer                                                                           | 11. Sep. 2010                                                                                  | Hier wohnte Ferdinand Mayer Jg. 1887 gedemütigt/entrechtet Flucht in den Tod 1940 in Berlin |      |
| Bahnhofstraße 129 | Henrietta Mina Mayer                                                                      | 11. Sep. 2010                                                                                  | Hier wohnte Henrietta Mina Mayer geb. Stein Jg. 1861 deportiert 1942 Theresienstadt ermordet 1942 |      |
| Bahnhofstraße 129 | Robert Mayer                                                                              | 11. Sep. 2010                                                                                  | Hier wohnte Robert Mayer Jg. 1888 verhaftet 1938 Dachau Flucht in den Tod 1943 in Offenbach |      |
| Binger Straße 4 | Betty Schäfer                                                                             | 7. Aug. 2006                                                                                   | Hier wohnte Betty Schäfer geb. Bendorf Jg. 1904 deportiert 1942 Treblinka ??? |      |
| Binger Straße 4 | Ernst Schäfer                                                                             | 7. Aug. 2006                                                                                   | Hier wohnte Ernst Arthur Schäfer Jg. 1894 deportiert 1942 Treblinka ??? |      |
| Binger Straße 4 | Inge Sibylle Schäfer                                                                      | 7. Aug. 2006                                                                                   | Hier wohnte Inge Sibylle Schäfer Jg. 1927 deportiert 1942 Treblinka ??? |      |
| Binger Straße 46 · (Evangelisches · Diakoniewerk Zoar KdöR) · Heidesheim ·                                                                                | Stolperschwelle zur Erinnerung an die deportierten und ermordeten NS-Opfer aus Heidesheim |                                                                                                | Landesalters- und Pflegeheim Heidesheim. Von hier aus: 1941 Aktion T4 53 Patienten werden in die Heilanstelt Hadamar verlegt und dort mit Gas ermordet. 1942–1945: 20 Patienten werden verlegt und ermordet in Hadamar und dem Philippshospital Goddelau |      |
| Bahnhofstraße 2 (Ecke Binger Straße 1) · Heidesheim | Rosa Gruner                                                                               | 8. Nov. 2017                                                                                   | Hier wohnte Rosa Gruner geb. Ehrenstamm Jg. 1891 unfreiwillig verzogen 1938 Stuttgart deportiert 1941 Riga ermordet |      |
| Grabenstraße 46 · (Schloßmühle) · Heidesheim · | Max Holländer                                                                             | 23. Feb. 2012                                                                                  | Hier wohnte Max Holländer Jg. 1876 verhaftet 1933 Opfer des Pogroms 1938 Osthofen/Buchenwald Flucht 1939 USA tot 10.12.1941 an den Folgen |      |
| Grabenstraße 46 · (Schloßmühle) · Heidesheim · | Johanna Holländer                                                                         | 23. Feb. 2012                                                                                  | Hier wohnte Johanna Holländer geb. Haase Jg. 1881 Heimatort unfreiwillig verlassen 1938 Flucht 1939 USA überlebt |      |
| Römerstraße 19 · Heidesheim | Helena Stein                                                                              | 11. Apr. 2019                                                                                  | Hier wohnte Helena Stein Jg. 1873 verzogen nach Stuttgart deportiert 1941 Riga ermordet |      |
| Römerstraße 19 · Heidesheim | Berta Stein                                                                               | 11. Apr. 2019                                                                                  | Hier wohnte Berta Stein verh. Sauerbach Jg. 1877 verzogen nach Stuttgart deportiert 1941 Riga ermordet |      |
| Römerstraße 19 · Heidesheim | Rosalia Heiser                                                                            | 6. Juli 2020                                                                                   | Hier wohnte Rosalia Heiser geb. Stein Jg. 1887 Eingewiesen Heilanstalt Heidesheim ´Verlegt’ 25.6.1941 Hadamar Ermordet 25.6.1941 ´Aktion T4´ |      |
| Oberdorfstraße 10 · Heidesheim | Rosalia Bär                                                                               | 6. Juli 2020                                                                                   | Hier wohnte Rosalia Bär geb. Ehrenstamm Jg. 1875 Umzug Berlin Deportiert 1942 Theresienstadt 1944 Auschwitz Ermordet |      |
| Heimesgasse 6 | Friedericke Anna Wertheim                                                                 | 7. Aug. 2006                                                                                   | Hier wohnte Friedericke Anna Wertheim geb. Oppenheimer Jg. 1903 deportiert 1942 Treblinka für tot erklärt |      |
| Heimesgasse 6 | Joseph Wertheim                                                                           | 7. Aug. 2006                                                                                   | Hier wohnte Joseph Wertheim Jg. 1893 deportiert 1942 Treblinka für tot erklärt |      |
| Heimesgasse 6 | Renate Wertheim                                                                           | 7. Aug. 2006                                                                                   | Hier wohnte Renate Wertheim Jg. 1935 deportiert 1942 Treblinka ??? |      |
| Heimesgasse 6 | Sophie Oppenheimer                                                                        | 7. Aug. 2006                                                                                   | Hier wohnte Sophie Oppenheimer geb. Stein Jg. 1874 deportiert 1942 Theresienstadt ermordet in Auschwitz |      |
| Heimesgasse 14 | Johanna Mayer                                                                             | 7. Aug. 2006                                                                                   | Hier wohnte Johanna Mayer geb. Kapp Jg. 1880 deportiert 1942 Treblinka ??? |      |
| Mainzer Straße 14 | Alfred Koch                                                                               | 3. Okt. 2008                                                                                   | Hier wohnte Alfred Koch Jg. 1886 deportiert Auschwitz ermordet 1942 |      |
| Mainzer Straße 14 | Lina Koch                                                                                 | 3. Okt. 2008                                                                                   | Hier wohnte Lina Koch Jg. 1883 deportiert 1942 Piaski für tot erklärt |      |
| Mainzer Straße 31 | Margot Mayer                                                                              | 11. Sep. 2010                                                                                  | Hier wohnte Margot Mayer Jg. 1922 deportiert 1942 Piaski/Lublin ??? |      |
| Mainzer Straße 31 | Olga Mayer                                                                                | 11. Sep. 2010                                                                                  | Hier wohnte Olga Mayer geb. Mayer Jg. 1886 deportiert 1942 Richtung Osten ??? |      |
| Mainzer Straße 31 | Otto Mayer                                                                                | 11. Sep. 2010                                                                                  | Hier wohnte Otto Mayer Jg. 1882 verhaftet 1942 Lager Neusustrum Emslandlager ermordet 1942 |      |
| Mainzer Straße 78 | Berta Nussbaum                                                                            | 7. Aug. 2006                                                                                   | Hier wohnte Berta Nussbaum geb. Neumann Jg. 1879 deportiert 1942 Theresienstadt überlebt |      |
| Mainzer Straße 78 | Gustav Nussbaum                                                                           | 7. Aug. 2006                                                                                   | Hier wohnte Gustav Nussbaum Jg. 1874 deportiert 1942 Theresienstadt überlebt |      |
| Mainzer Straße 78 | Lotte Nussbaum                                                                            | 7. Aug. 2006                                                                                   | Hier wohnte Lotte Nussbaum Jg. 1920 deportiert 1942 Treblinka ermordet in Auschwitz |      |
| Neuweg 1 | Harry Kahn                                                                                |                                                                                                | Hier wohnte Harry Kahn Jg. 1900 Flucht Frankreich interniert Drancy deportiert 1942 Auschwitz ermordet |      |
| Neuweg 1 | Rieke Kahn                                                                                | Hier wohnte Rieke Kahn geb. Fränkel Jg. 1867 Flucht Frankreich Flucht in den Tod 1940 in Paris | |      |
| Neuweg 1 | Leo Krauskopf                                                                             | Hier wohnte Leo Krauskopf Jg. 1895 deportiert 1942 Richtung Osten ???                          | |      |
| Neuweg 1 | Paula Krauskopf                                                                           | Hier wohnte Paula Krauskopf geb. Kahn Jg. 1899 deportiert 1942 Richtung Osten ???              | |      |
| Oberer Zwerchweg zwischen 24 und 26 / Am Plenzer (Die Steine liegen direkt an der Ecke, sind manchmal durch Autos zugeparkt und nicht deutlich zu sehen.) | Emilie Kahn                                                                               | 7. Aug. 2006                                                                                   | Hier wohnte Emilie Kahn geb. Loeb Jg. 1879 deportiert 1942 Treblinka für tot erklärt |      |
| Oberer Zwerchweg zwischen 24 und 26 / Am Plenzer (Die Steine liegen direkt an der Ecke, sind manchmal durch Autos zugeparkt und nicht deutlich zu sehen.) | Ernst Löb                                                                                 | 7. Aug. 2006                                                                                   | Hier wohnte Ernst Löb Jg. 1891 deportiert 1942 Treblinka für tot erklärt |      |
| Oberer Zwerchweg zwischen 24 und 26 / Am Plenzer (Die Steine liegen direkt an der Ecke, sind manchmal durch Autos zugeparkt und nicht deutlich zu sehen.) | Erna Löb                                                                                  | 7. Aug. 2006                                                                                   | Hier wohnte Erna Friedericke Löb geb. Kahn Jg. 1905 deportiert 1942 Treblinka für tot erklärt |      |
| Oberer Zwerchweg zwischen 24 und 26 / Am Plenzer (Die Steine liegen direkt an der Ecke, sind manchmal durch Autos zugeparkt und nicht deutlich zu sehen.) | Günter Löb                                                                                | 7. Aug. 2006                                                                                   | Hier wohnte Günter Leopold Löb Jg. 1927 deportiert 1942 Treblinka für tot erklärt |      |
| Rosenstraße 14 | Jakob Möhner                                                                              | 19. Feb. 2014                                                                                  | Hier wohnte Jakob Möhner Jg. 1891 seit 1930 Patient in verschiedenen Heilanstalten 'verlegt’ 18.3.1941 Hadamar ermordet 18.3.1941 Aktion T4 |      |
| Stiegelgasse 25 | Elisabeth Langstädter                                                                     | 10. Sep. 2010                                                                                  | Hier wohnte Elisabeth Langstädter geb. Kahn Jg. 1895 deportiert 1942 Richtung Osten ??? |      |
| Stiegelgasse 25 | Louis Ludwig Langstädter                                                                  | 10. Sep. 2010                                                                                  | Hier wohnte Louis ‘Ludwig’ Langstädter Jg. 1879 deportiert 1942 Richtung Osten ??? |      |
| Stiegelgasse 51 | Ernst Simon Eisemann                                                                      | 3. Okt. 2008                                                                                   | Hier wohnte Ernst Simon Eisemann Jg. 1891 deportiert Auschwitz ermordet 1943 |      |
| Stiegelgasse 51 | Marius Eisemann                                                                           | 3. Okt. 2008                                                                                   | Hier wohnte Marius Eisemann Jg. 1890 deportiert 1942 Treblinka für tot erklärt |      |
| Stiegelgasse 51 | Thekla Eisemann                                                                           | 3. Okt. 2008                                                                                   | Hier wohnte Thekla Eisemann geb. Teutsch Jg. 1902 deportiert 1942 Treblinka ??? |      |